# Amtsgericht Köthen

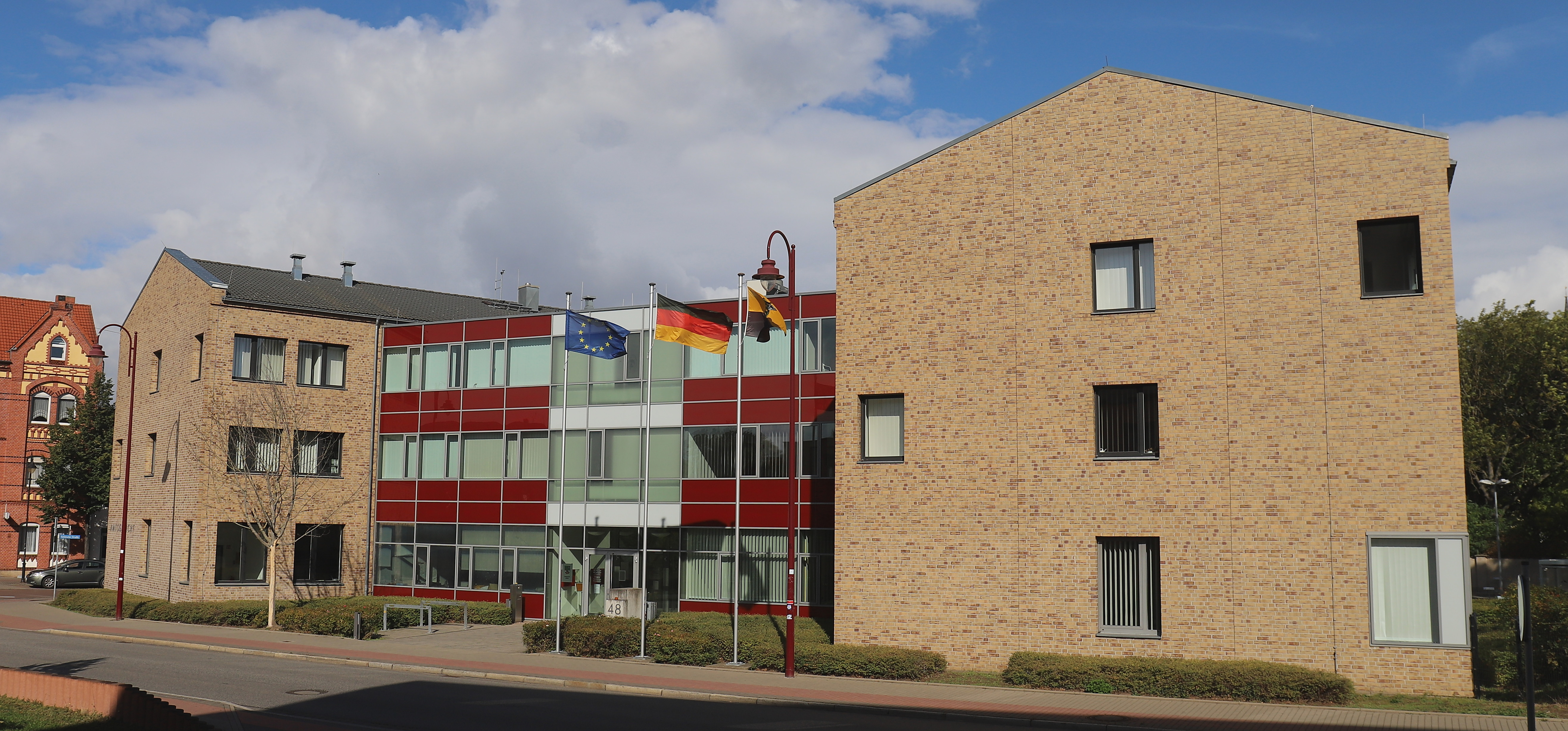
Das Amtsgericht in Köthen

Das Köthener Amtsgericht ist ein Gericht der ordentlichen Gerichtsbarkeit im Bezirk des Landgerichts Dessau-Roßlau und somit eines von 25 Amtsgerichten des Landes Sachsen-Anhalt.

## Geschichte
Im Herzogtum Anhalt bestand in Köthen das Kreisgericht Köthen als Gericht erster und das Oberlandesgericht Dessau als Gericht zweiter Instanz. Nach der Einführung der Reichsjustizgesetze 1879 entstand reichsweit eine neue Gerichtsstruktur. An der Spitze des Instanzenzugs stand nun das Reichsgericht, dem das gemeinsame Oberlandesgericht Naumburg nachgeordnet war. Das Herzogtum Anhalt bildete den Sprengel des Landgerichts Dessau. Unter den 11 Amtsgerichten dieses Landgerichtes befand sich unter anderem das Amtsgericht Köthen. Die bisherigen Gerichte wurden aufgehoben. Am Gericht bestanden 1880 fünf Richterstellen. Sein Sprengel umfasste 42.753 Gerichtseingesessene. Das Amtsgericht war damit ein großes Amtsgericht im Landgerichtsbezirk. Gerichtstage wurden in Gröbitz und Radegast gehalten.
Im Jahre 1952 wurden in der DDR die Amtsgerichte abgeschafft und stattdessen Kreisgerichte gebildet. Köthen kam zum Kreis Köthen, zuständiges Gericht war damit das Kreisgericht Köthen, welches dem Bezirksgericht Halle nachgeordnet war. Nach dem Zusammenbruch der DDR wurde das Kreisgericht 1992 aufgehoben und das Amtsgericht Köthen wieder eingerichtet. Nach 1991 leistete das Amtsgericht Lüneburg Aufbauhilfe für das wieder neu eingerichtete Amtsgericht Köthen.

## Gerichtssitz und Gerichtsbezirk
Der Sitz des Gerichts ist die Stadt Köthen (Anhalt). Gerichtsbezirk ist das Gebiet des ehemaligen Landkreises Köthen/Anhalt.

## Gerichtsgebäude
Seit 1847 war das Amtsgericht im Köthener Schloss untergebracht, nachdem die Linie Anhalt-Köthen ausgestorben war. Leopold IV. Friedrich erbte das Schloss und richtete hier – neben dem Amtsgericht – die Kreisdirektion und die Bauverwaltung ein. An der Ostseite des Schlosses wurde ein Gefängnisbau errichtet, der 1991 abgerissen wurde. Das heutige Gerichtsgebäude befindet sich gegenüber dem Krankenhaus in der Friedhofstraße 48 und schließt westlich an das Gelände des „Friedensparks“ an.

## Zuständigkeiten
Als Gericht der ersten Instanz bei Angelegenheiten der Zivil- und strafrechtlichen Gesetzgebung sowie der freiwilligen Gerichtsbarkeit hat das AG Köthen Zuständigkeit bei
- Strafsachen, soweit nach § 24 GVG kein übergeordnetes Gericht zuständig ist,
- Ordnungswidrigkeitssachen,
- Geltendmachen von Ansprüchen bis 5000,- €,
- Wohnungsstreitigkeiten nach § 23 GVG,
- Kindschafts- und Unterhaltssachen nach § 23a GVG und
- Familiensachen nach § 23b GVG.

Es ist außerdem Vollstreckungs-, Insolvenz-, Versteigerungs-, Nachlass- und Vormundschaftsgericht. Weiterhin erfüllt es die Aufgabe des Grundbuchamtes.
Für Mahnsachen ist das gemeinsame Mahngericht Aschersleben zuständig.

## Übergeordnete Gerichte
Das AG Köthen untersteht direkt dem Landgericht Dessau-Roßlau. Das zuständige Oberlandesgericht ist das OLG Naumburg. Das oberste Gericht ist der Bundesgerichtshof.